# Conrad Daniel Koefoed
Conrad Daniel Koefoed (født 22. september 1763 i København, død 30. juli 1831) var en dansk biskop, søn af konferensråd Hans Hansen Koefoed. 
Han blev privat dimitteret 1783, tog teologisk attestats 1786, studerede derpå i Tyskland og blev 1788 skibspræst, i hvilken egenskab han foretog flere rejser.
1791 blev han sognepræst i Brørup og Lindknud, Ribe Stift, og 1796 i Vissenbjerg på Fyn.
1800 fik han den teologiske doktorgrad i Kiel for en indsendt afhandling, og 1805 blev han stiftsprovst i Ribe og præst ved domkirken samt tillige 1812 amtsprovst for Ribes nordre Amt.
Han deltog som sådan med iver i bestræbelserne for at fremme skolevæsenet, men var ingen ven af seminarierne. Han foretrak, at præsterne skulle uddanne lærerne.
Siden sluttede han sig til bestræbelserne for at indføre den indbyrdes undervisning, men undgik dog ikke til sidst at komme i strid med Abrahamson. Efter at han havde fungeret som biskop for den gamle Middelboe og senere i flere vakancer, fik han selv 1825 dette embede, som han dog kun beklædte kort.
Han døde 1831 efter flere års sørgelig svagelighed.
Koefoed roses som en virksom mand, der både var tjenstvillig og godgørende, men det var tillige den almindelige mening, at han ikke var den rette mand på en bispestol. 
Han var hverken lærd eller begavet som taler, og hans levned ansås ikke for udadleligt.
Han ægtede 1793 Sophie Dorothea Fridsch (1776-1815), datter af justitsråd, stiftsfysikus i Ribe A.F. Fridsch, og året efter hendes død, 1816, Marie Cathrine Tang, f. Meinert (1776-1855), enke efter landvæsenskommissær Niels Kjær Tang til Nørre Vosborg, hvilken gård hun ejede.